# Oberndorf (Cuxhaveni járás)
Oberndorf község Németországban, Alsó-Szászországban, a Cuxhaveni járásban. Lakosainak száma 1365 fő (2023. december 31.).